# 中部テレコミュニケーション
中部テレコミュニケーション株式会社（ちゅうぶテレコミュニケーション、略称：ctc）とは、愛知県名古屋市中区に本社を置く、日本の大手電気通信事業者である。
中部電力系列の電力系通信事業者として設立され、2008年4月以降はKDDI系列に入ったが、それ以後も中部電力との資本関係は維持されている。

## 沿革
- 1986年6月 - 中部テレコム・コンサルティング株式会社設立、 調査会社として活動開始[4]。
- 1987年
  - 10月 - 定款変更（商号・目的）し、事業会社として発足。
  - 12月 - 第一種電気通信事業許可。
- 1988年6月 - 専用サービス開始。
- 1989年8月 - 映像伝送サービス開始。
- 1992年4月 - パケット交換サービス開始。
- 1994年10月 - アステル中部：株式会社アステル中部企画（企画会社）設立。
- 1996年4月 - ISDNサービス開始。
- 1998年4月 - ATM専用サービス開始。
- 2000年
  - 10月 - インターネットデータセンター（現：CTCデータセンター名古屋駅南）開設。
  - 11月 - 株式会社アステル中部を吸収合併。
- 2001年10月 - 企業向けデータ通信部門を分割しパワードコムに継承。
- 2002年
  - 4月 - iDCホスティングサービス開始。
  - 6月 - 光ファイバー専用サービス開始。
- 2003年
  - 1月 - 広域イーサネットサービス「CTC EtherLINK」開始。
  - 4月 - LINK　CPE PACKサービス開始。
  - 8月 - IP電話サービス・IPテレビ電話サービス開始。
  - 9月 - IPセントレックスサービス開始。インターネット接続サービス「CTC NetLINK」サービス開始。
  - 12月 - トーエネックからインターネットサービスプロバイダ「i-chubu」（インターネット中部）の営業譲渡を受け、サービス開始。
- 2004年1月 - Broad Diveサービス開始。
- 2005年
  - 1月 - インターネットデータセンターにおけるサービス等についてISMS認証取得。
  - 5月 - アステル事業終了。
  - 6月 - 広域イーサネットサービス「CTC　EtherDIVE」、インターネット接続サービス「CTC NetDIVE」開始。
- 2006年1月 - 中部電力株式会社からコミュファ（commuf@）事業承継、サービス開始。
- 2007年11月 - 「コミュファプラス」「アクセスコミュファプラス」開始。
- 2008年4月 - KDDIが中部電力から株式の80.5%を取得し、KDDIの子会社に移行。
- 2009年
  - 3月 - 「i-chubu」（インターネット中部）サービス終了。
  - 9月 - CTCデータセンター名古屋栄開設。
- 2010年
  - 10月 - 名張市を除く中京広域圏を対象にコミュファ光テレビ（光ファイバーケーブルテレビ=光放送）を開始（地デジ・BSデジタルのみ対応）。「CTCマネージドクラウドサービス」開始。
- 2011年
  - 4月 - イーサネットVPNサービス「CTC Etherコミュファ」開始。
  - 10月 - 略称ロゴ変更。
- 2012年4月 - 法人（中小企業）向けサービス「ビジネスコミュファ光」開始。
- 2014年2月 - CTCデータセンター名古屋丸の内開設。
- 2021年6月 - オンラインゲームに特化した「コミュファ光 ゲーミングカスタム」（ファストコネクトオプション）提供開始[5]。

## かつて行っていた事業

### インターネット中部
インターネット中部は、2003年12月1日に株式会社トーエネックから営業譲渡により継承したインターネット接続事業のブランド名称である。